# Convention d'Oviedo
La convention d'Oviedo, sous son appellation complète la « Convention pour la protection des droits de l'homme et de la dignité de l'être humain à l'égard des applications de la biologie et de la médecine : Convention sur les droits de l'homme et la biomédecine », est une convention internationale européenne signée le 4 avril 1997 à Oviedo, en Espagne, entrée en vigueur le 1er décembre 1999.
Il s’agit, dans le domaine biomédical, du seul instrument juridique contraignant international pour la protection des droits de l'homme. La convention d’Oviedo reprend les principes de la Déclaration universelle des droits de l'homme. Elle établit les principes fondamentaux relatifs à la pratique de la médecine quotidienne, à la recherche biomédicale, à la génétique et à la transplantation d’organes et de tissus, au consentement éclairé, au droit au respect de la vie privée et au droit à l’information.

## Contenu
Cette convention part du principe que l’intérêt de l’être humain prévaut sur l’intérêt de la science (article 2). Elle interdit toute forme de discrimination à l’égard d’une personne en raison de son patrimoine génétique (article 11) et n’autorise les tests génétiques que lorsqu’ils sont justifiés sur le plan médical (prévenir des maladies génétiques graves). Concernant les interventions sur le génome humain, elles ne peuvent être entreprises qu’à des fins préventives, diagnostiques et thérapeutiques et seulement si elles n’entraînent pas de modification dans le génome de la descendance (article 13).
Concernant la recherche médicale, la convention prévoit des modalités précises pour les personnes n’ayant pas la capacité de consentir à une recherche. Elle interdit la constitution d’embryons humains lorsqu’ils sont destinés à la recherche (article 18.1).
Elle stipule également que toute personne doit avoir donné son consentement éclairé avant de subir une intervention, sauf en cas d’urgence. Elle peut retirer son consentement à tout moment.
Tout patient a le droit de connaitre les informations concernant sa santé, notamment les résultats des tests génétiques prédictifs. La volonté d’une personne de ne pas être informée doit aussi être respectée.
La convention interdit le prélèvement d’organes et de tissus non régénérables sur une personne n’ayant pas la capacité de donner son consentement. Une seule exception est faite concernant les tissus régénérables entre frères et sœurs, sous certaines conditions.

## Application

### En Europe
La convention d’Oviedo est entrée en vigueur dans 29 pays sur les 47 qui sont membres du Conseil de l'Europe.

### En France
Ratifiée par l'article 1er de la loi du 7 juillet 2011 sur la bioéthique, la convention d’Oviedo n'est opposable en droit interne que depuis le 1er avril 2012, conformément aux dispositions de son article 33, §4. Cependant, la France n'a ratifié aucun des quatre protocoles additionnels de la convention.

## Textes associés
- Convention du Conseil de l’Europe contre le trafic d’organes humains (STCE n°216).
- Protocole additionnel à la Convention sur les droits de l’homme et la biomédecine, portant interdiction du clonage d’êtres humains (STCE n°168)[4].
- Protocole additionnel à la Convention sur les droits de l’homme et la biomédecine, sur la transplantation d’organes et de tissus d’origine humaine (STCE n°186)[5].
- Protocole additionnel à la Convention sur les droits de l’homme et la biomédecine, relatif à la recherche biomédicale (STCE n°195)[6].
- Protocole additionnel à la Convention sur les droits de l’homme et la biomédecine, relatif aux tests génétiques à des fins médicales (STCE n°203)[7].